# 4 Heures d'Imola 2014
Navigation
Édition précédente Édition suivante
Les 4 Heures d'Imola 2014, disputées le 18 mai 2014 sur l'Autodromo Enzo e Dino Ferrari, sont la quinzième édition de cette course, la première sur un format de quatre heures, et la seconde manche de l'European Le Mans Series 2014.

## Course

### Classement de la course
Voici le classement provisoire au terme de la course.
- Les vainqueurs de chaque catégorie sont signalés par un fond jauni.
- Pour la colonne Pneus, il faut passer le curseur au-dessus du modèle pour connaître le manufacturier de pneumatiques.

| Pos  | Classe | no | Écurie                     | Pilotes                                                           | Châssis                     | Pneus | Tours | Temps / Abandon     |
| Pos  | Classe | no | Écurie                     | Pilotes                                                           | Moteur                      | Pneus | Tours | Temps / Abandon     |
| ---- | ------ | -- | -------------------------- | ----------------------------------------------------------------- | --------------------------- | ----- | ----- | ------------------- |
| 1    | LMP2   | 38 | Jota Sport                 | Simon Dolan Harry Tincknell Filipe Albuquerque                    | Zytek Z11SN                 | D     | 139   | 4 h 00 min 04 s 690 |
| 1    | LMP2   | 38 | Jota Sport                 | Simon Dolan Harry Tincknell Filipe Albuquerque                    | Nissan VK45DE 4.5 L V8 Atmo | D     | 139   | 4 h 00 min 04 s 690 |
| 2    | LMP2   | 24 | Sébastien Loeb Racing      | Vincent Capillaire Jan Charouz                                    | Oreca 03                    | M     | 139   | + 28 s 869          |
| 2    | LMP2   | 24 | Sébastien Loeb Racing      | Vincent Capillaire Jan Charouz                                    | Nissan VK45DE 4.5 L V8 Atmo | M     | 139   | + 28 s 869          |
| 3    | LMP2   | 36 | Signatech Alpine           | Paul-Loup Chatin Nelson Panciatici Oliver Webb                    | Alpine A450                 | D     | 139   | + 42 s 679          |
| 3    | LMP2   | 36 | Signatech Alpine           | Paul-Loup Chatin Nelson Panciatici Oliver Webb                    | Nissan VK45DE 4.5 L V8 Atmo | D     | 139   | + 42 s 679          |
| 4    | LMP2   | 41 | Greaves Motorsport         | Tom Kimber-Smith Matt McMurry                                     | Zytek Z11SN                 | D     | 138   | + 1 tour            |
| 4    | LMP2   | 41 | Greaves Motorsport         | Tom Kimber-Smith Matt McMurry                                     | Nissan VK45DE 4.5 L V8 Atmo | D     | 138   | + 1 tour            |
| 5    | LMP2   | 46 | Thiriet par TDS Racing     | Pierre Thiriet Ludovic Badey Tristan Gommendy                     | Morgan LMP2                 | D     | 137   | + 2 tours           |
| 5    | LMP2   | 46 | Thiriet par TDS Racing     | Pierre Thiriet Ludovic Badey Tristan Gommendy                     | Nissan VK45DE 4.5 L V8 Atmo | D     | 137   | + 2 tours           |
| 6    | LMP2   | 29 | Pegasus Racing             | Julien Schell Niki Leutwiler Jonathan Coleman                     | Morgan LMP2                 | D     | 137   | + 2 tours           |
| 6    | LMP2   | 29 | Pegasus Racing             | Julien Schell Niki Leutwiler Jonathan Coleman                     | Nissan VK45DE 4.5 L V8 Atmo | D     | 137   | + 2 tours           |
| 7    | LMGTE  | 72 | SMP Racing                 | Andrea Bertolini Viktor Shaytar Sergey Zlobin                     | Ferrari 458 Italia GT2      | M     | 134   | + 5 tours           |
| 7    | LMGTE  | 72 | SMP Racing                 | Andrea Bertolini Viktor Shaytar Sergey Zlobin                     | Ferrari 4.5 L V8 Atmo       | M     | 134   | + 5 tours           |
| 8    | LMGTE  | 81 | Kessel Racing              | Thomas Kemenater (it) Matteo Cressoni                             | Ferrari 458 Italia GT2      | M     | 134   | + 5 tours           |
| 8    | LMGTE  | 81 | Kessel Racing              | Thomas Kemenater (it) Matteo Cressoni                             | Ferrari 4.5 L V8 Atmo       | M     | 134   | + 5 tours           |
| 9    | LMGTE  | 66 | JMW Motorsport             | Daniel McKenzie (en) George Richardson Daniel Zampieri            | Ferrari 458 Italia GT2      | D     | 134   | + 5 tours           |
| 9    | LMGTE  | 66 | JMW Motorsport             | Daniel McKenzie (en) George Richardson Daniel Zampieri            | Ferrari 4.5 L V8 Atmo       | D     | 134   | + 5 tours           |
| 10   | LMGTE  | 56 | AT Racing                  | Alexander Talkanitsa, Sr. Alexander Talkanitsa, Jr. Pierre Kaffer | Ferrari 458 Italia GT2      | M     | 133   | + 6 tours           |
| 10   | LMGTE  | 56 | AT Racing                  | Alexander Talkanitsa, Sr. Alexander Talkanitsa, Jr. Pierre Kaffer | Ferrari 4.5 L V8 Atmo       | M     | 133   | + 6 tours           |
| 11   | LMGTE  | 58 | Team SOFREV-ASP            | Anthony Pons Soheil Ayari Fabien Barthez                          | Ferrari 458 Italia GT2      | M     | 133   | + 6 tours           |
| 11   | LMGTE  | 58 | Team SOFREV-ASP            | Anthony Pons Soheil Ayari Fabien Barthez                          | Ferrari 4.5 L V8 Atmo       | M     | 133   | + 6 tours           |
| 12   | LMGTE  | 76 | IMSA Performance Matmut    | Raymond Narac Nicolas Armindo David Hallyday                      | Porsche 911 GT3 RSR         | M     | 132   | + 7 tours           |
| 12   | LMGTE  | 76 | IMSA Performance Matmut    | Raymond Narac Nicolas Armindo David Hallyday                      | Porsche 4.0 L Flat-6 Atmo   | M     | 132   | + 7 tours           |
| 13   | GTC    | 60 | Formula Racing             | Johnny Laursen Mikkel Mac Andrea Piccini                          | Ferrari 458 Italia GT3      | M     | 132   | + 7 tours           |
| 13   | GTC    | 60 | Formula Racing             | Johnny Laursen Mikkel Mac Andrea Piccini                          | Ferrari 4.5 L V8 Atmo       | M     | 132   | + 7 tours           |
| 14   | GTC    | 73 | SMP Racing                 | Olivier Beretta Anton Ladygin (de) David Markozov                 | Ferrari 458 Italia GT3      | M     | 132   | + 7 tours           |
| 14   | GTC    | 73 | SMP Racing                 | Olivier Beretta Anton Ladygin (de) David Markozov                 | Ferrari 4.5 L V8 Atmo       | M     | 132   | + 7 tours           |
| 15   | GTC    | 71 | SMP Racing                 | Kirill Ladygin Luca Persiani (en) Aleksey Basov (en)              | Ferrari 458 Italia GT3      | M     | 132   | + 7 tours           |
| 15   | GTC    | 71 | SMP Racing                 | Kirill Ladygin Luca Persiani (en) Aleksey Basov (en)              | Ferrari 4.5 L V8 Atmo       | M     | 132   | + 7 tours           |
| 16   | LMGTE  | 55 | AF Corse                   | Duncan Cameron Matt Griffin Mirko Venturi                         | Ferrari 458 Italia GT2      | M     | 132   | + 7 tours           |
| 16   | LMGTE  | 55 | AF Corse                   | Duncan Cameron Matt Griffin Mirko Venturi                         | Ferrari 4.5 L V8 Atmo       | M     | 132   | + 7 tours           |
| 17   | LMGTE  | 86 | Gulf Racing UK             | Michael Wainwright Adam Carroll Ben Barker                        | Porsche 997 GT3 RSR         | M     | 132   | + 7 tours           |
| 17   | LMGTE  | 86 | Gulf Racing UK             | Michael Wainwright Adam Carroll Ben Barker                        | Porsche 4.0 L Flat-6 Atmo   | M     | 132   | + 7 tours           |
| 18   | LMP2   | 34 | Race Performance           | Michel Frey Franck Mailleux                                       | Oreca 03                    | D     | 132   | + 7 tours           |
| 18   | LMP2   | 34 | Race Performance           | Michel Frey Franck Mailleux                                       | Judd HK 3.6 L V8 Atmo       | D     | 132   | + 7 tours           |
| 19   | LMGTE  | 85 | Gulf Racing UK             | Roald Goethe Stuart Hall Dan Brown                                | Aston Martin V8 Vantage GTE | M     | 131   | + 8 tours           |
| 19   | LMGTE  | 85 | Gulf Racing UK             | Roald Goethe Stuart Hall Dan Brown                                | Aston Martin 4.5 L V8 Atmo  | M     | 131   | + 8 tours           |
| 20   | LMGTE  | 82 | Crubilé Sport              | Sébastien Crubilé (de) François Perrodo Emmanuel Collard          | Porsche 911 GT3 RSR         | M     | 130   | + 9 tours           |
| 20   | LMGTE  | 82 | Crubilé Sport              | Sébastien Crubilé (de) François Perrodo Emmanuel Collard          | Porsche 4.0 L Flat-6 Atmo   | M     | 130   | + 9 tours           |
| 21   | GTC    | 99 | ART Grand Prix             | Ricardo González Karim Ajlani Alex Brundle                        | McLaren MP4-12C GT3         | M     | 129   | + 10 tours          |
| 21   | GTC    | 99 | ART Grand Prix             | Ricardo González Karim Ajlani Alex Brundle                        | McLaren 3.8 L V8 Turbo      | M     | 129   | + 10 tours          |
| 22   | LMGTE  | 67 | IMSA Performance Matmut    | Erik Maris Jean-Marc Merlin Éric Hélary                           | Porsche 911 GT3 RSR         | M     | 129   | + 10 tours          |
| 22   | LMGTE  | 67 | IMSA Performance Matmut    | Erik Maris Jean-Marc Merlin Éric Hélary                           | Porsche 4.0 L Flat-6 Atmo   | M     | 129   | + 10 tours          |
| 23   | GTC    | 59 | Team SOFREV-ASP            | Christophe Bourret Pascal Gibon Jean-Philippe Belloc              | Ferrari 458 Italia GT3      | M     | 129   | + 10 tours          |
| 23   | GTC    | 59 | Team SOFREV-ASP            | Christophe Bourret Pascal Gibon Jean-Philippe Belloc              | Ferrari 4.5 L V8 Atmo       | M     | 129   | + 10 tours          |
| 24   | GTC    | 63 | AF Corse                   | Mads Rasmussen Ilya Melnikov                                      | Ferrari 458 Italia GT3      | M     | 129   | + 10 tours          |
| 24   | GTC    | 63 | AF Corse                   | Mads Rasmussen Ilya Melnikov                                      | Ferrari 4.5 L V8 Atmo       | M     | 129   | + 10 tours          |
| 25   | GTC    | 94 | AF Corse                   | Thomas Flohr Francesco Castellacci                                | Ferrari 458 Italia GT3      | M     | 129   | + 10 tours          |
| 25   | GTC    | 94 | AF Corse                   | Thomas Flohr Francesco Castellacci                                | Ferrari 4.5 L V8 Atmo       | M     | 129   | + 10 tours          |
| 26   | GTC    | 98 | ART Grand Prix             | Kevin Korjus Grégoire Demoustier Yann Goudy (en)                  | McLaren MP4-12C GT3         | M     | 128   | + 11 tours          |
| 26   | GTC    | 98 | ART Grand Prix             | Kevin Korjus Grégoire Demoustier Yann Goudy (en)                  | McLaren 3.8 L V8 Turbo      | M     | 128   | + 11 tours          |
| 27   | GTC    | 78 | Team Russia by Barwell     | Leo Machitski Timur Sardarov Jonny Cocker                         | BMW Z4 GT3                  | M     | 128   | + 11 tours          |
| 27   | GTC    | 78 | Team Russia by Barwell     | Leo Machitski Timur Sardarov Jonny Cocker                         | BMW 4.4 L V8                | M     | 128   | + 11 tours          |
| 28   | GTC    | 57 | SMP Racing                 | Boris Rotenberg Mika Salo Maurizio Mediani                        | Ferrari 458 Italia GT3      | M     | 127   | + 12 tours          |
| 28   | GTC    | 57 | SMP Racing                 | Boris Rotenberg Mika Salo Maurizio Mediani                        | Ferrari 4.5 L V8 Atmo       | M     | 127   | + 12 tours          |
| 29   | GTC    | 93 | Pro GT by Alméras          | Franck Perera Lucas Lasserre Eric Dermont                         | Porsche 911 GT3 R           | M     | 127   | + 12 tours          |
| 29   | GTC    | 93 | Pro GT by Alméras          | Franck Perera Lucas Lasserre Eric Dermont                         | Porsche 4.0 L Flat-6 Atmo   | M     | 127   | + 12 tours          |
| 30   | GTC    | 95 | AF Corse                   | Adrien De Leener Cédric Sbirrazzuoli                              | Ferrari 458 Italia GT3      | M     | 126   | + 13 tours          |
| 30   | GTC    | 95 | AF Corse                   | Adrien De Leener Cédric Sbirrazzuoli                              | Ferrari 4.5 L V8 Atmo       | M     | 126   | + 13 tours          |
| 31   | GTC    | 62 | AF Corse                   | Yannick Mollegol Jean-Marc Bachelier (pl) Howard Blank            | Ferrari 458 Italia GT3      | M     | 126   | + 13 tours          |
| 31   | GTC    | 62 | AF Corse                   | Yannick Mollegol Jean-Marc Bachelier (pl) Howard Blank            | Ferrari 4.5 L V8 Atmo       | M     | 126   | + 13 tours          |
| 32   | LMGTE  | 65 | AF Corse                   | Peter Mann Lorenzo Casé Raffaele Giammaria (en)                   | Ferrari 458 Italia GT3      | M     | 124   | + 15 tours          |
| 32   | LMGTE  | 65 | AF Corse                   | Peter Mann Lorenzo Casé Raffaele Giammaria (en)                   | Ferrari 4.5 L V8 Atmo       | M     | 124   | + 15 tours          |
| Abd. | LMP2   | 43 | Newblood par Morand Racing | Gary Hirsch Romain Brandela Christian Klien                       | Morgan LMP2                 | D     | 136   |                     |
| Abd. | LMP2   | 43 | Newblood par Morand Racing | Gary Hirsch Romain Brandela Christian Klien                       | Judd HK 3.6 L V8 Atmo       | D     | 136   |                     |
| Abd. | GTC    | 75 | Prospeed Competition       | Paul Van Splunteren Maxime Soulet Gilles Vannelet                 | Porsche 911 GT3 R           | M     | 118   |                     |
| Abd. | GTC    | 75 | Prospeed Competition       | Paul Van Splunteren Maxime Soulet Gilles Vannelet                 | Porsche 4.0 L Flat-6 Atmo   | M     | 118   |                     |
| Abd. | LMGTE  | 80 | Kessel Racing              | Michał Broniszewski Giacomo Piccini                               | Ferrari 458 Italia GT2      | M     | 99    |                     |
| Abd. | LMGTE  | 80 | Kessel Racing              | Michał Broniszewski Giacomo Piccini                               | Ferrari 4.5 L V8 Atmo       | M     | 99    |                     |
| Abd. | LMP2   | 48 | Murphy Prototypes          | Karun Chandhok Rodolfo González Nathanaël Berthon                 | Oreca 03                    | D     | 80    |                     |
| Abd. | LMP2   | 48 | Murphy Prototypes          | Karun Chandhok Rodolfo González Nathanaël Berthon                 | Nissan VK45DE 4.5 L V8 Atmo | D     | 80    |                     |
| Abd. | LMGTE  | 54 | AF Corse                   | Piergiuseppe Perazzini Marco Cioci Michael Lyons                  | Ferrari 458 Italia GT2      | M     | 66    |                     |
| Abd. | LMGTE  | 54 | AF Corse                   | Piergiuseppe Perazzini Marco Cioci Michael Lyons                  | Ferrari 4.5 L V8 Atmo       | M     | 66    |                     |

## Pole position et record du tour
- Pole position : Filipe Albuquerque sur n°38 Jota Sport en 1 min 33 s 974
- Meilleur tour en course : Filipe Albuquerque sur n°38 Jota Sport en 1 min 36 s 144 au 14e tour.

## Tours en tête
Tours en tête 
- no 38 Zytek Z11SN - Jota Sport : 68 tours (1-26 / 29-35 / 80-86 / 100-112 / 114-125 / 137-139)
- no 46 Morgan LMP2 - Thiriet par TDS Racing : 27 tours (27-28 / 56-79 / 113)
- no 36 Alpine A450- Signatech Alpine : 30 tours (36-52 / 87-99)
- no 43 Morgan LMP2 - Newblood par Morand Racing : 14 tours (53-55 / 126-136)

## À noter
- Longueur du circuit : 4,909 km
- Distance parcourue par les vainqueurs : 682,351 km